# Джамшедпур (футбольный клуб)
«Джамшедпур» (англ. Jamshedpur Football Club; бенг. জামশেদপুর এফসি) — индийский футбольный клуб из города Джамшедпур, штат Джаркханд. Выступает в Индийской суперлиге. Клуб основан в 2017 году и принадлежит Tata Steel, дочерней компании Tata Group.
Клуб был создан 12 июня 2017 года, когда Tata Steel выиграла право на участие в тендере на одно из двух мест расширения в Индийской суперлиге. «Джамшедпур» — первый клуб в Индийской суперлиге, имеющий собственный стадион и оборудование. У клуба есть академия Tata Football Academy (TFA), основанная Tata Group в 1987 году. Их домашний стадион — «Д. Р. Д. Тата Спортс Комплекс», а с 2018 года они имеют техническую поддержку и партнёрство с испанским клубом «Атлетико Мадрид» в области деятельности академии и клуба.

## История

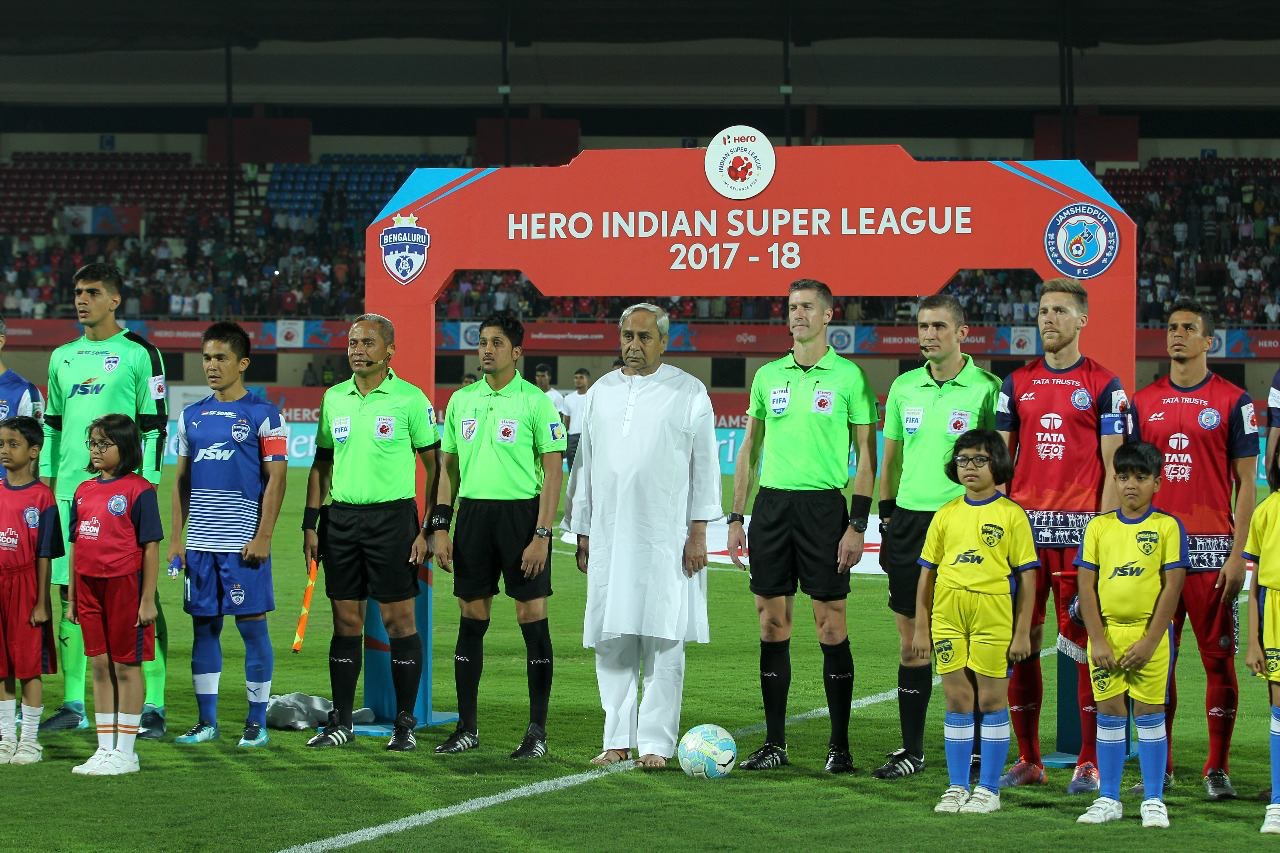
«Джамшедпур» и «Бенгалуру» перед матчем на «Калинга Стадиум».

### Формирование
11 мая 2017 года организаторы Индийской суперлиги, Football Sports Development, объявили, что будут приглашать новые команды присоединиться к лиге в предстоящем сезоне. Тендерные предложения проводились среди десяти городов, а именно в Ахмадабад, Бангалор, Каттак, Дургапур, Хайдарабад, Джамшедпур, Калькутта, Ранчи и Силигури.
25 мая 2017 года было объявлено, что торги для новых команд закончены и назначенный лигой внешний проверяющий проверит заявки. Две недели спустя, 12 июня, было официально объявлено, что «Бенгалуру» (Бангалор) и «Tata Steel» (Джамшедпур) выиграли тендеры для новых команд.
После победы в тендере на расширение участия в Суперлиге Индии, 14 июля 2017 года «Tata» объявила, что главным тренером франшизы «Джамшедпур» станет Стив Коппелл. В предыдущем сезоне Коппелл привёл «Керала Бластерс» в финал лиги. Девять дней спустя, 23 июля, перед драфтом игроков Индийской суперлиги 2017/2018, было раскрыто официальное название и логотип команды. Клуб был официально назван «Джамшедпур» (Jamshedpur FC). Во время драфта «Джамшедпур» получил первый выбор как новый клуб лиги. Игрок сборной Индии Анас Эдатодика был выбран под первым номером и, таким образом, стал первым игроком в истории «Джамшедпура».

### Первый сезон
«Джамшедпур» провёл свой первый матч 18 ноября 2017 года против «Норт-Ист Юнайтед». Несмотря на то, что защитник Андре Бикей был удалён с поля, «Джамшедпуру» удалось удержать ничью 0:0. После очередной нулевой ничьей в следующем матче «Джамшедпур» провёл свой первый официальный домашний матч 1 декабря против действующих чемпионов АТК. Более 23 000 болельщиков пришли поддержать команду на стадионе «Д. Р. Д. Тата Спортс Комплекс», но клуб снова не смог сделать больше, чем ничья 0:0. Наконец, в своём четвёртом матче, «Джамшедпур» сумел одержать свою первую победу, в гостях был обыгран со счётом 1:0 «Дели Дайнамос», первый в истории клуба гол забил Изу Азука.
К середине сезона «Джамшедпур» одержал только две победы, включая четыре ничьи и три поражения. Во второй половине сезона команда играла намного лучше и 4 марта 2018 года в последнем матче регулярного сезона против «Гоа», в котором «Джамшедпуру» нужна была победа, чтобы претендовать на выход в плей-офф. Несмотря на домашнее преимущество, «Джамшедпур» проиграл 0:3 и не смог пройти в плей-офф в своём первом сезоне.

### Сезон 2018/2019
«Джамшедпур» назначил Сесара Феррандо новым главным тренером на сезон 2018/2019 , а также произвёл множество изменений в составе. Клуб также попал в заголовки газет, сделав один из самых важных трансферов в истории лиги, подписав контракт с Тимом Кэхиллом. Команда хорошо начала сезон, тем не менее, к концу регулярного сезона снова остановилась в шаге от плей-офф, как и в первом сезоне.

### Сезон 2019/2020
В сезоне 2019/2020 «Джамшедпур» назначил на пост главного тренера Антонио Ириондо. Он работал в клубах Ла Лиги, Сегунды и Сегунды В в течение 27 лет своей карьеры.
Клуб вступил в третий сезон Индийской суперлиги, подписав несколько новых и громких имён:
Ч.K. Винит (нападающий), Айтор Монрой (полузащитник), Серхио Кастель (нападающий), Исаак Ванмалсавма (полузащитник), Джитендра Сингх (защитник), Нарендер Галот (защитник), Амарджит Сингх-Киям (полузащитник), Нирадж Кумар (вратарь), Ноэ Акоста (Полузащитник), Мобашир Рахман (Полузащитник), Пити (Полузащитник), Киган Перейра (Защитник) и Джойнер Лоуренсо (Защитник)
«Джамшедпур» выиграл первые два матча сезона, но в остальных 16 матчах смог также одержать только две победы и в итоге занял 8 место из 10, и снова не вышел в плей-офф.

## Массовый футбол
С момента своего основания клуб взял на себя обязательство развивать футбол в местном регионе. Будь то пропаганда любительского футбола или создание футбольных школ, цель всегда оставалась одной и той же: продвигать футбол и вести здоровый образ жизни в обществе и продвигать местные таланты, создавая прочную основу. Дети, которые тренируются в этих массовых центрах, имеют возраст от 3 до 13 лет.
«Джамшедпур» открыл несколько футбольных школ в окрестностях города и планирует открыть ещё несколько футбольных школ в будущем.
«Джамшедпур» совместно с TSRDS (Общество развития сельских районов «Tata Steel») также управляет 22 центрами массового развития и развития молодёжи Колханского района в штате Джаркханд, где ежедневно тренируется более 2 000 детей в возрасте от 3 до 18 лет.

## Герб
Круглый герб с щитом (по форме напоминает герб Академии футбола Tata) внутри, на котором изображён футбольный мяч из расплавленной стали, отсылающий к происхождению футбольного клуба «Джамшедпур» из Tata Steel и десятилетиях футбольного путешествия группы Tata через Академию футбола Tata и многочисленные усилия на местах. На внешнем круге герба написано название клуба на английском языке и племенные символы, которые отдают дань богатой племенной истории штата Джаркханд.

## Стадион

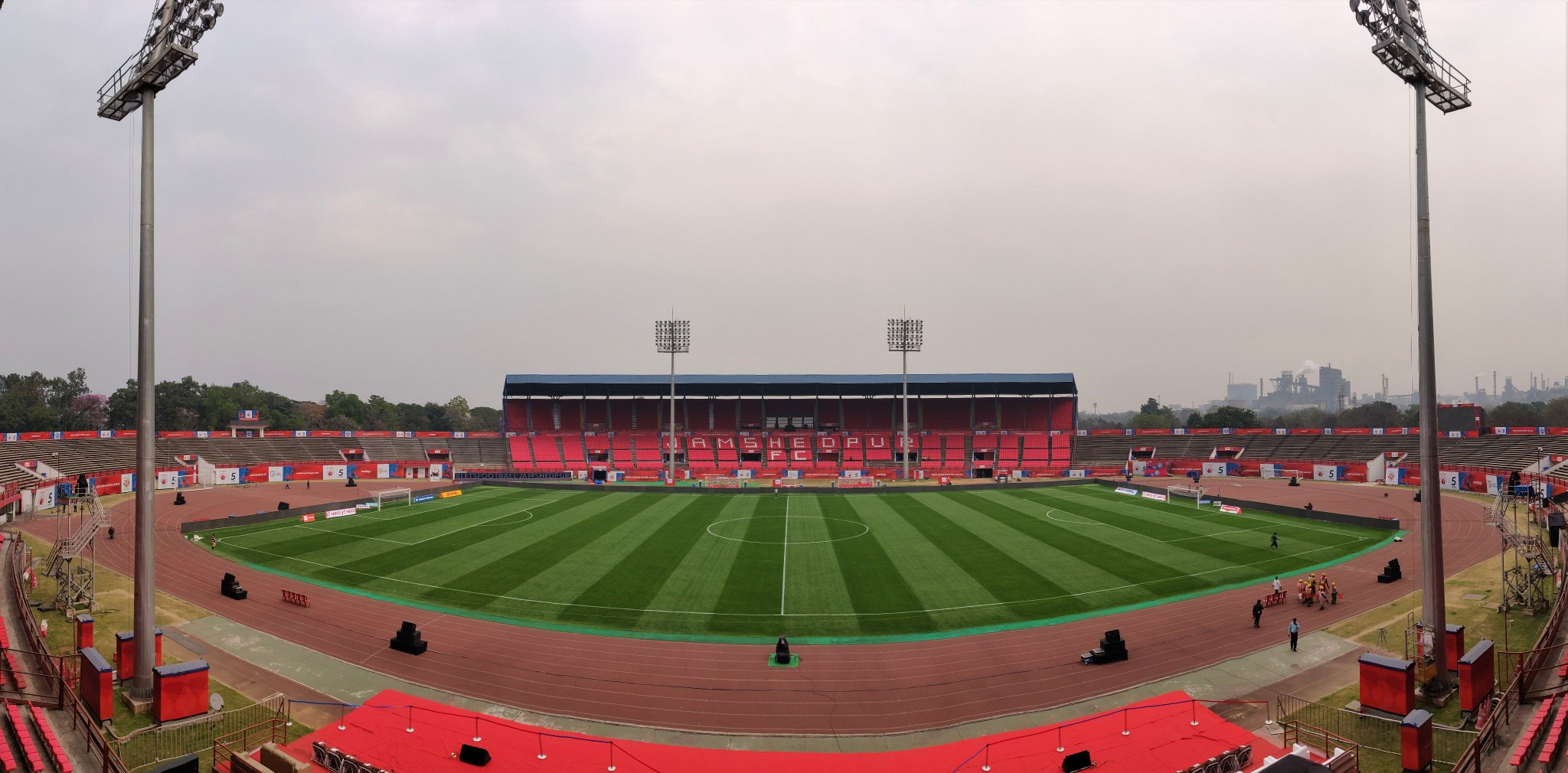
The photo is the upgraded stadium of football club JFC

«Джамшедпур» — первый индийский клуб, имеющий собственный стадион. Они играют свои домашние матчи на стадионе «Д. Р. Д. Тата Спортс Комплекс», известном как «Топка». Стадион был построен в 1991 году и рассчитан на 60 000 зрителей. Стадион был назван в честь бывшего председателя Tata Group Джеханжир Ратанджи Дадабхой «Д. Р.Д.» Тата.

## Фанаты
Клуб быстро завоевал репутацию одной из самых громких фан-баз в Индии. Фанаты известны как «Красные шахтёры». Игроки и тренеры часто признавали поддержку болельщиков, называя их 12-м игроком.

## Игроки

### Основной состав
| №  |              | Поз. | Имя                                   | Год рождения |
| -- | ------------ | ---- | ------------------------------------- | ------------ |
| 5  | Флаг Индии   | Защ  | Нарендер Галот                        | 2001         |
| 6  | Флаг Испании | ПЗ   | Айтор Монрой                          | 1987         |
| 7  | Флаг Испании | ПЗ   | Пити                                  | 1981         |
| 8  | Флаг Индии   | ПЗ   | Амарджит Сингх-Киям                   | 2001         |
| 9  | Флаг Испании | Нап  | Серхио Кастель (в аренде из Атлетико) | 1995         |
| 10 | Флаг Индии   | Нап  | Аникет Джадхав                        | 2000         |
| 11 | Флаг Испании | ПЗ   | Ноэ Акоста                            | 1983         |
| 12 | Флаг Индии   | Нап  | Сумит Пасси                           | 1994         |
| 14 | Флаг Индии   | Защ  | Джойнер Лоуренсо                      | 1991         |
| 15 | Флаг Индии   | ПЗ   | Мобашир Рахман                        | 1998         |
| 16 | Флаг Индии   | Защ  | Робин Гурунг                          | 1992         |

| №  |               | Поз. | Имя               | Год рождения |
| -- | ------------- | ---- | ----------------- | ------------ |
| 19 | Флаг Индии    | Защ  | Сандип Манди      | 2002         |
| 22 | Флаг Бразилии | ПЗ   | Мемо              | 1988         |
| 23 | Флаг Индии    | Вр   | Нирадж Кумар      | 2002         |
| 24 | Флаг Индии    | ПЗ   | Исаак Ванмалсавма | 1996         |
| 25 | Флаг Индии    | Вр   | Амрит Гопе        | 1999         |
| 27 | Флаг Индии    | Защ  | Каран Амин        | 1989         |
| 28 | Флаг Индии    | Нап  | Гоурав Мухи       | 1998         |
| 33 | Флаг Индии    | Защ  | Джитендра Сингх   | 2001         |
| 77 | Флаг Испании  | Нап  | Давид Гранде      | 1991         |
|    | Флаг Индии    | Защ  | Рики Лаллавмавма  | 1991         |
|    | Флаг Индии    | Нап  | Джакичанд Сингх   | 1992         |

## Персонал

### Тренерский штаб и технический персонал
| Должность                                                 | Имя                       |
| --------------------------------------------------------- | ------------------------- |
| Главный тренер                                            | Антонио Ириондо           |
| Ассистент главного тренера                                | Пульга                    |
| Ассистент главного тренера                                | Стивен Диас               |
| Тренер вратарей                                           | Альфонсо Лакаса-Таберне   |
| Тренер по фитнесу                                         | Луис Муньос-Мигель        |
| Технический директор                                      | Хулиан Вильяр-Арагон      |
| Руководитель отдела развития молодёжи и массового футбола | Кундан Чандра             |
| Главный тренер резервной команды                          | Ноэль-Энтони Уилсон       |
| Главный тренер команды U18                                | Акшай Дас                 |
| Главный тренер и руководитель U15                         | Адриан-Грегори Диас       |
| Тренер вратарей молодёжной команды                        | Суброто Дасгупта          |
| Главный тренер команды U13                                | Индранил Чакраборты       |
| Главный тренер команды U12                                | Аршад Хуссейн             |
| Аналитик первой команды                                   | Гаурав Хилари             |
| Главный физиотерапевт первой команды                      | Вивек Нигам               |
| Физиотерапевт первой команды                              | Харихарсудхан Равичандран |
| Командный доктор                                          | Рахул Г. В. Шарма         |
| Главный физиотерапевт резервной и молодёжной команд       | Аргья Басу                |
| Аналитик резервной команды                                | Правин Кумар              |
| Аналитик молодёжной команды                               | Абишек Гангули            |
| Массажисты                                                | Ануп Дас и Дилип Сингх    |

### Руководство клуба
| Должность                                                | Имя                 |
| -------------------------------------------------------- | ------------------- |
| Председатель и директор                                  | Чанакья Чаудхары    |
| Директора                                                | Сунил Бхаскаран     |
| Директора                                                | Прадипта Баагчи     |
| Директора                                                | Супракаш Мухопадхяй |
| Директора                                                | Сандип Бхаттачарья  |
| Генеральный директор (CEO)                               | Мукул Чудхари       |
| Финансовый директор (CFO)                                | Прасанта Динда      |
| Секретарь компании                                       | Мелиса Альва        |
| Руководитель отдела маркетинга и операций                | Прашант Годболе     |
| Старший менеджер отдела маркетинга и операций            | Раджа Бхаттачарджи  |
| Менеджер отдела медиа и маркетинга                       | Джал Сонпал         |
| Менеджер отдела молодёжного развития и резервной команды | Рохит Кр Сингх      |
| Менеджер отдела операций и мерчендайзинга                | Удай Басак          |
| Менеджер отдела маркетинга и операций                    | Манас Растоги       |
| Менеджер административного отдела                        | Викас Энтони        |
| Менеджер отдела кадров                                   | Саадат Хуссейн      |

## Статистика

### Матчи
| Сезон   | Лига | Кол-во команд | Позиция                        | Кубок Индии | Соревнования АФК | Соревнования АФК |
| ------- | ---- | ------------- | ------------------------------ | ----------- | ---------------- | ---------------- |
| 2017/18 | ISL  | 10            | Лига — 5-е Плей-офф — Не вышел | 1/4 финала  | —                | —                |
| 2018/19 | ISL  | 10            | Лига — 5-е Плей-офф — Не вышел | 1/4 финала  | —                | —                |
| 2019/20 | ISL  | 10            | Лига — 8-е Плей-офф — Не вышел |             | —                | —                |

### Тренеры
| Имя             | Национальность | Пришёл       | Ушёл          | И  | В | Н | П | ГЗ | ГП | % побед |
| --------------- | -------------- | ------------ | ------------- | -- | - | - | - | -- | -- | ------- |
| Стив Коппелл    | Англия         | 14 июля 2017 | 18 июня 2018  | 20 | 8 | 5 | 7 | 17 | 23 | 040,00  |
| Сесар Феррандо  | Испания        | 21 июля 2018 | 5 апреля 2019 | 19 | 6 | 9 | 4 | 32 | 25 | 031,58  |
| Антонио Ириондо | Испания        | 26 июля 2019 | TBD           | 18 | 4 | 6 | 8 | 22 | 35 | 022,22  |

## Рекорды
- Вратарь «Джамшедпура» Субрата Пал выиграл награду «Золотая перчатка» (лучший вратарь лиги) в сезоне 2017/2018.
- «Джамшедпур» является рекордсменом по домашней посещаемости в сезоне 2018/2019.

## Тренировочная база
Тренировочный центр JFC (также известный как «Flatlet») — это тренировочный и реабилитационный центр футбольного клуба «Джамшедпур», расположенный в Кадме (район Джамшедпура). Помимо тренировочного поля, на базе есть полностью оборудованный тренажёрный зал, бассейн и центры отдыха. Проект основан на видении клуба, где игрокам будет доступно тренировочное оборудование международного уровня. 25 ноября 2017 года состоялась церемония открытия всесезонной тренировочной арены.
«Джамшедпур» имеет прочную основу для развития молодёжи благодаря своей деятельности на любительском уровне и Академии футбола Tata (теперь известной как «Jamshedpur FC Academy»). Академия была удостоена четырёх звёзд от AIFF в сезоне 2019/2020.